# Helen Wills Moody

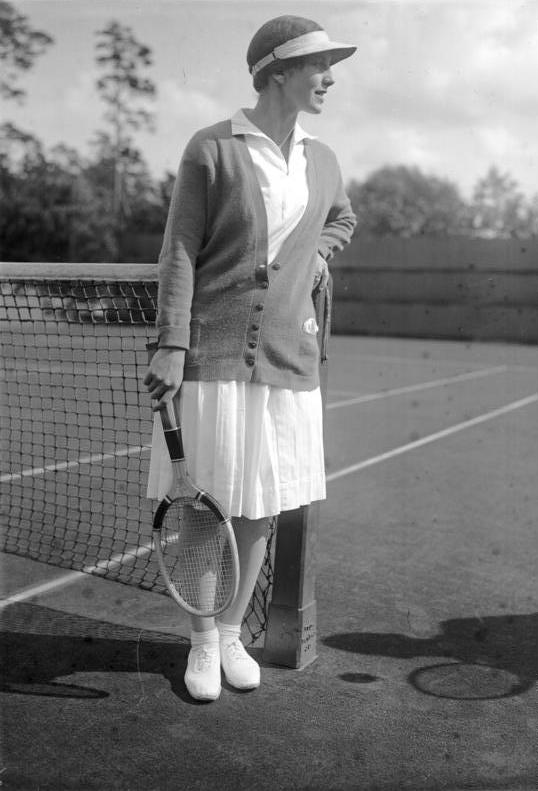
Helen Wills Moody

Helen Wills, fullständigt namn Helen Newington Wills, gift Moody, senare Roark (även känd som Helen Wills Moody), född 6 oktober 1905 i Centerville i nuvarande Fremont, Kalifornien, död 1 januari 1998 i Carmel, Kalifornien, var en amerikansk tennisspelare. Helen Wills har, vid sidan av Suzanne Lenglen, ansetts vara tidernas främsta kvinnliga tennisspelare. Hon upptogs 1959 tillsammans med Bill Tilden i International Tennis Hall of Fame.

## Tenniskarriären
Helen Wills vann totalt 33 Grand Slam-titlar mellan 1922 och 1938. Av dessa var 19 singel-titlar; hon vann Wimbledonmästerskapen 8 gånger (1927–1930, 1932–1933, 1935 och 1938), Amerikanska mästerskapen sju gånger (1923–1925, 1927–1929 och 1931) och Franska mästerskapen fyra gånger (1928–1930 och 1932). Åren 1929 och 1932 finalbesegrade Wills fransyskan Simone Mathieu i Franska mästerskapen. År 1924 tog hon OS-guld i både singel och dubbel.
En av Helen Wills rivaler var den norska tennisspelaren Molla Mallory, som besegrade Helen Wills i finalen i Amerikanska mästerskapen 1922. Helen Wills fick dock revansch de två följande åren. Hon vann titeln både 1923 och 1924 genom finalsegrar över Mallory. I fyra Wimbledonfinaler besegrade hon sin landsmaninna Helen Jacobs, efter mycket jämna "klassiska" matcher. År 1927 besegrade hon den 16-åriga brittiska spelaren Betty Nuthall i finalen.
Wills mötte den franska världsstjärnan Suzanne Lenglen endast vid ett tillfälle. Det var i en turnering i Cannes 1926 som hon som 20-åring mötte den sex år äldre Lenglen i en mycket omtalad match. Inför turneringen hade Wills tränats av den kände franske tennisinstruktören Henri Darsonval. Lenglen vann i två raka set i en match som rönte ett mycket stort medialt intresse. Lenglen tilldömdes först segern med siffrorna 6–3, 7–5, men efter en häftig diskussion mellan domarna kom man fram till att den vunna matchbollen varit feldömd. Spelet beordrades att fortsätta. En frustrerad Lenglen lyckades samla sig och kunde avsluta matchen med 8–6 i setet. Helen Wills har senare skrivit om denna match i sin autobiografi (se nedan). Hon var imponerad över Suzanne Lenglens säkerhet, hon missade praktiskt taget aldrig ett grundslag och returnerade även de svåraste bollarna. Däremot tyckte hon inte att Lenglens grundslag var särskilt hårda, flera andra spelare hon mött hade betydligt kraftigare slag.

## Tennisspelaren och personen
Helen Wills började spela tennis som 14-åring. Hennes spelstil var kraftfull, vilket sägs ha berott på att hon tidigt tränade tennis mot män. Hon kunde utnyttja hela banan med effektiva djupa drives (se artikel grundslag) på både forehand och backhand. Hon hade också en bra och hårt skruvad serve. Ett något långsamt fotarbete kompenserade hon genom sin utomordentliga förmåga att "läsa spelet", vilket medförde att hon som regel var rätt placerad för att möta motståndarens returer. Till sin natur var hon trygg, tyst och reserverad och fick sällan eller aldrig känsloutbrott på banan. Hon fick tillnamnet "Little Miss Poker Face". 
Efter tenniskarriären blev Helen Wills känd som konstnär och illustratör. Hon har bland annat gjort målningar av flera av sina tenniskolleger som exempelvis Suzanne Lenglen och Molla Mallory. Hon skrev också böcker, bland andra autobiografin "The Story of a Tennis Player" och thrillern "Death Serves an Ace".

## Grand Slam-finaler, singel (22)

### Titlar (19)
| År   | Mästerskap                   | Finalmotståndare             | Setsiffror    |
| 1923 | Amerikanska mästerskapen     | Molla Mallory                | 6-2, 6-1      |
| 1924 | Amerikanska mästerskapen(2)  | Molla Mallory                | 6-1, 6-3      |
| 1925 | Amerikanska mästerskapen (3) | Kathleen McKane Godfree      | 3-6, 6-0, 6-2 |
| 1927 | Wimbledonmästerskapen        | Lili de Alvarez              | 6-2, 6-4      |
| 1927 | U.S. Championships (4)       | Betty Nuthall Shoemaker      | 6-1, 6-4      |
| 1928 | Franska mästerskapen         | Eileen Bennett Whittingstall | 6-1, 6-2      |
| 1928 | Wimbledonmästerskapen (2)    | Lili de Alvarez              | 6-2, 6-3      |
| 1928 | Amerikanska mästerskapen (5) | Helen Hull Jacobs            | 6-2, 6-1      |
| 1929 | Franska mästerskapen (2)     | Simone Mathieu               | 6-3, 6-4      |
| 1929 | Wimbledonmästerskapen(3)     | Helen Hull Jacobs            | 6-1, 6-2      |
| 1929 | Amerikanska mästerskapen(6)  | Phoebe Holcroft Watson       | 6-4, 6-2      |
| 1930 | Franska mästerskapen(3)      | Helen Hull Jacobs            | 6-2, 6-1      |
| 1930 | Wimbledonmästerskapen(4)     | Elizabeth Ryan               | 6-2, 6-2      |
| 1931 | Amerikanska mästerskapen (7) | Eileen Bennett Whittingstall | 6-4, 6-1      |
| 1932 | Franska mästerskapen(4)      | Simone Mathieu               | 7-5, 6-1      |
| 1932 | Wimbledonmästerskapen (5)    | Helen Hull Jacobs            | 6-3, 6-1      |
| 1933 | Wimbledonmästerskapen (6)    | Dorothy Round                | 6-4, 6-8, 6-3 |
| 1935 | Wimbledonmästerskapen (7)    | Helen Hull Jacobs            | 6-3, 3-6, 7-5 |
| 1938 | Wimbledonmästerskapen (8)    | Helen Hull Jacobs            | 6-4, 6-0      |

### Finalförluster (engelska: runner-ups) (3)
| År   | Mästerskap                   | Finalmotståndare        | Setsiffror             |
| 1922 | Amerikanska mästerskapen     | Molla Mallory           | 6-3, 6-1               |
| 1924 | Wimbledonmästerskapen        | Kathleen McKane Godfree | 4-6, 6-4, 6-4          |
| 1933 | Amerikanska mästerskapen (2) | Helen Hull Jacobs       | 8-6, 3-6, 3-0 uppgivet |

## Övriga Grand Slam-titlar
- Franska mästerskapen
  - dubbel - 1930, 1932
- Wimbledonmästerskapen
  - dubbel - 1924, 1927, 1930
  - mixed dubbel - 1929
- Amerikanska mästerskapen
  - dubbel - 1922, 1924, 1925, 1928, 1924, 1928
  - mixed dubbel - 1924, 1928